# This Little Light of Mine
This Little Light of Mine, Roud 17768, är en amerikansk gospelsång som skrevs av Harry Dixon Loes under 1920-talet. Texten anspelar på Jesu liknelse om ljuset som inte bör sättas under skäppan, utan hållas fram så att det får lysa klart (Matteus 5:14-15, Markus 4:21-25, Lukas 8:16-18 och Lukas 11:33-36).
Sången ses ofta som en så kallad negro spiritual, vilket inte verkar stämma.
Med hjälp av Zilphia Horton och Fannie Lou Hamer blev den en symbolisk sång för medborgarrättsrörelsen i USA under 1950- och 60-talen. Sången har också använts av moderna demokratirörelser, bland annat i protester mot Donald Trump och under motdemonstrationerna vid Unite the Right Rally i Charlottesville 2017.
Med åren har den också blivit en populär barnsång, inspelad av bland annat Raffi under 1980-talet.

## Svensk text
Texten på svenska, Det lilla ljus, skrevs av Pelle Karlsson och har spelats in av bland andra honom själv på albumet Han är min sång och min glädje 1973  och av Carola Häggkvist på livealbumet Live i Rättviks kyrka 1987.
Eftersom man på norra halvklotet, bland annat i Norden, starkt förknippar ljus med advent och jul, har sången ibland använts som advents- och julsång i Sverige. Till exempel spelade Charlotte Höglund in sången på sitt julalbum Mina gladaste julsånger 1974.

### Publicerad i
- Hela familjens psalmbok 2013 som nummer 157 under rubriken "Alla vi på jorden".[7]

### Fotnoter
1. ↑  ”Is "This Little Light of Mine" Really a Slave Spiritual Song?”. ThoughtCo. Arkiverad från originalet den 8 augusti 2018. https://web.archive.org/web/20180808012111/https://www.thoughtco.com/this-little-light-of-mine-1322521. Läst 7 augusti 2018.
2. ↑  ”Protesters to President Trump: The Resistance Begins Now” (på engelska). Time. http://time.com/4640946/donald-trump-inauguration-protesters/. Läst 7 augusti 2018.
3. ↑  ”'This Little Light Of Mine' Shines On, A Timeless Tool Of Resistance” (på engelska). NPR.org. https://www.npr.org/2018/08/06/630051651/american-anthem-this-little-light-of-mine-resistance. Läst 7 augusti 2018.
4. ↑  ”Han är min sång och min glädje” (på engelska). Discogs. 27 maj 1973. http://www.discogs.com/Pelle-Karlsson-Han-%C3%84r-Min-S%C3%A5ng-Och-Min-Gl%C3%A4dje/release/935480. Läst 25 september 2015.
5. ↑  ”Live i Rättviks kyrka” (på engelska). Discogs. 27 maj 1987. http://www.discogs.com/Carola-3-Per-Erik-I-R%C3%A4ttviks-Kyrka/release/2902663. Läst 25 september 2015.
6. ↑  ”Mina gladaste julsånger”. Svensk mediedatabas. 27 maj 1974. http://smdb.kb.se/catalog/id/001884697. Läst 25 september 2015.
7. ↑   Hela familjens psalmbok. Örebro: Libris. 2013. Libris 14011849. ISBN 9789173872997